# Sharada (1957)
Sharada ist ein Hindi-Film aus dem Jahr 1957 mit den Hauptdarstellern Meena Kumari und Raj Kapoor, der auch als Produzent mitwirkte.

## Handlung
Shekhar stammt aus gutem Hause und verliebt sich in die Ärztin Sharada. Nach kurzer Zeit muss Shekhar allerdings ins Ausland verreisen. Und so verspricht Sharada, auf ihn zu warten. Doch da schlägt das Schicksal zu: Es trifft die Nachricht ein, dass das Flugzeug in dem auch Shekhar saß, abgestürzt sei.
Shekhars Vater erkrankt vor Sorge, wie auch seine drei Geschwister. Aufopferungsvoll werden sie von Sharada gepflegt, ohne dass sie weiß, dass dies Shekhars Familie ist. Sie wird zum Bestandteil der Familie, als sie einwilligt, Shekhars Vater zu heiraten, da sie Shekhar für tot hält.
Plötzlich taucht Shekhar als einziger Überlebender wieder auf. Auf der Suche nach Sharada teilt man ihm mit, dass sie einen reichen Witwer geheiratet hat. Völlig verstört macht er sich auf den Weg nach Hause, wo ihn fast der Schlag trifft: Der reiche Witwer, den Sharada zum Mann genommen hat, ist niemand anderes als sein eigener Vater. Beide sind schockiert, sich gegenüberzustehen. Während Sharada sich unter Kontrolle hat, verfällt Shekhar im weiteren Verlauf langsam dem Alkohol. Sharada gibt sich alle Mühe, Shekhar wieder aufzufangen und ihn mit Chanchal zu verheiraten. Anfangs weigert sich Shekhar und verkraftet nicht, dass aus seiner einst Geliebten nun die Stiefmutter geworden ist.
Nach einiger Zeit lässt er sich doch auf die Ehe mit Chanchal ein. Chanchal wäre auch überglücklich, wenn sie nicht von der tragischen Liebesgeschichte Wind bekommen hätte. Diese Erkenntnis macht sie eifersüchtig, was dann auch zu weiteren Komplikationen führt. Am Ende des Dramas stirbt Sharada in Shekhars Armen.

## Musik
| #  | Song                         | Sänger/in                    |
| -- | ---------------------------- | ---------------------------- |
| 1. | Duniya Ne Mujh Ko Chhod Diya | Manna Dey                    |
| 2. | O Chand Jahan Woh Jaaye      | Lata Mangeshkar, Asha Bhosle |
| 3. | Achha Hai Mauka              | Asha Bhosle                  |
| 4. | Ajure Baju Naju              | Asha Bhosle, Joe Alvares     |
| 5. | Chahe Zindagi Se             | Manna Dey                    |
| 6. | Jap Jap Jap Jap Re           | Mukesh                       |
| 7. | Joru Ka Ghulam               | Asha Bhosle, Shamshad Begum  |
| 8. | Lahraye Jiya                 | Asha Bhosle                  |

## Kritik
(...)Die Comedy-Szenen, die nicht in den Film passen wollen und forciert wirken. Die Voraussehbarkeit, die sich durch den fatalistischen Aufbau der Story (v. a. in der zweiten Hälfte) ergibt. Und die Lieder, denen eingängige Melodien fehlen. All das rückt angesichts der gewagten Story, der unbarmherzigen Melodramatik und der fabelhaften Akteure in den Hintergrund. (...) (von molodezhnaja.ch 23. März 2006)

## Auszeichnungen
Filmfare Award 1958:
- Filmfare Award/Beste Nebendarstellerin an Shyama
- Filmfare Award/Bester Nebendarsteller an Raj Mehra
- Filmfare Award/Bester Schnitt an Shivaji Awdhut